# François-Pierre Deschamps
Pour les articles homonymes, voir Deschamps.
François-Pierre Deschamps, né le 31 janvier 1765 à Réville, guillotiné le 22 août 1794 à Paris, est un marchand mercier et un militant révolutionnaire français.

## Biographie
Né le 31 janvier 1765 à Réville, François-Pierre Deschamps s'installe à Paris, où il épouse en 1786 Catherine Henri, fille d'un cordonnier de Fontenay-aux-Roses. Le couple emménage rue de Béthisy, dans le quartier Saint-Germain-l'Auxerrois, où Deschamps tient une mercerie à l'enseigne du « Grand Mogol ».
Garde national, membre du Club des cordeliers, il écrit le 31 janvier 1792 à Maximilien de Robespierre pour lui demander d'être le parrain de son nouveau-né. Celui-ci ayant accepté, l'enfant reçoit pour prénom Maximilien-François. Un lien d'amitié se noue dès lors entre les deux hommes.
Nommé agent de la Commission du commerce et des subsistances, il est chargé en février 1793 de la fourniture des bas pour l'administration de l'habillement et de l'équipement de la République. Cette fonction lucrative lui permet de louer une ferme à Maisons-Alfort, où il s'établit avec sa femme et la marraine de son fils, Rosalie Vincent, jeune fille de Fontenay-aux-Roses qui avait refusé de se marier avec François Hanriot. Robespierre s'y fait plusieurs brefs séjours ; de son côté, Deschamps se rend souvent rue Saint-Honoré, où loge l'Incorruptible.
Le 28 thermidor an II, pendant la période thermidorienne, une dénonciation de la société populaire de Maisons-Alfort adressée au Comité de sûreté générale affirme que Robespierre le chargeait de missions importantes  et qu'il avait été notamment envoyé à Orléans pour faire arrêter des « membres des autorités constituées », en fait 26 gardes nationaux et négociants orléanais accusés d'avoir participé ou d'être complices de l'attentat contre Léonard Bourdon.
Selon le témoignage de Jean Preslin, tailleur et juré au Tribunal révolutionnaire, il assure l'arrestation d'un juge de paix à Livry (Seine-et-Oise) en qualité de commissaire du Comité révolutionnaire de l'Observatoire.
Entré au bureau de surveillance administrative et de police générale, il reçoit, le 1er messidor an II, une commission du Comité de salut public signée par Robespierre, Georges Couthon et Bertrand Barère, le chargeant « de se rendre sur le champ à Rouen, pour y arrêter Charles Ferquet, sa sœur (...) et de les transférer à Paris sous bonne garde ».
Le même mois, il est chargé avec un collègue de « faire emplette de 10 ou 12 000 paires de chaussettes de fil pour les élèves de l'École de Mars ».
Devenu aide de camp d'Hanriot, il participe à l'insurrection de la Commune de Paris le 9 thermidor. Arrêté avec les autres robespierristes à l'hôtel de ville, il est écroué aux Petits-Pères. Délivré par un officier de paix sur un mandat d'un des administrateurs de police, Faro, sous prétexte d'un transfert à la mairie, il se cache à Janville. Capturé, il est condamné à mort le 5 fructidor an II (22 août 1794) comme rebelle, à la suite de sa mise hors la loi par la Convention, et guillotiné.